# وزارة المالية والتخطيط الاقتصادي (رواندا)
وزارة المالية والتخطيط الاقتصادي (بالفرنسية: Ministère des Finances et de la Planification économique)‏ هي وزارة حكومية تابعة لجمهورية رواندا.
تقع الوزارة في منطقة نياروغينجي في كيغالي، بالقرب من وسط المدينة. الوزير الحالي هو نداجيجيمانا أوزيل، اعتبارًا من 2018.

## المسؤوليات
تشمل مسؤوليات الوزارة إعداد وتقديم الميزانية الوطنية وإدارة الخزانة، وبنك رواندا الوطني، بالإضافة إلى التخطيط الاقتصادي في البلاد.
يشمل النطاق المؤسسي للوزارة كلية العلوم المالية والمصرفية في كيغالي وهيئة الإيرادات في رواندا.

## روابط خارجية
- وزارة المالية والتخطيط الاقتصادي
- كلية العلوم المالية والمصرفية
- مجلة مينيكوفين